# Søren Jenstrup
Søren Jenstrup (født 9. juni 1952) er en dansk advokat og tidligere formand for Advokatrådet.
Jenstrup blev uddannet i jura på Københavns Universitet i 1976 og blev advokat i 1979. I 1983 blev han partner i advokatfirmaet LETT. Han var medlem af Advokatrådet første gang fra 2001 til 2007, og blev i 2009 udnævnt til formand for samme.
Internationalt er han engageret i den europæiske sammenslutning af advokatsammenslutninger, CCBE, og i IBA, International Bar Association.
Jenstrup sidder i bestyrelsen for Bikubenfonden, Ejendommen Østre Gasværk, og en række mindre fonde, der støtter kunstnere og håndværkere samt generelle almennyttige formål. Derudover er han formand for investeringsforeningen Alm. Brand Invest og bestyrelser i en række mindre typisk ejerledede erhvervsvirksomheder.
I februar 2010 blev han idømt en bøde på 10.000 kr for at overtræde god advokatskik i en klagesag.
Privat er han gift og har to adopterede børn fra Vietnam samt to børn fra et tidligere ægteskab.